# Коросташов, Александр Григорьевич
Александр Григорьевич Коросташов (22 января 1942 года — 3 апреля 2021 года) — советский и украинский передовик сельского хозяйства, потомственный хлебороб, председатель колхоза, Герой Украины (2002).
Действительный член (академик) Украинской академии наук национального прогресса (1992). Почётный член Украинской академии аграрных наук (2001). Почётный профессор Полтавского государственного сельскохозяйственного института (1998). Член национального союза журналистов (2003). Лауреат областной премии имени Панаса Мирного (2002).

## Биография
Родился 22 января 1942 года в с. Каменное Котелевского района Полтавской области.
Учился без отрыва от производства в Охтырском техникуме механизации сельского хозяйства, затем — в Полтавском сельскохозяйственном институте.
Трудовую деятельность начал в 1955 году прицепщиком в колхозе «Маяк». Работал заведующим фермой, комбайнером, трактористом, бригадиром.
С 1976 года — председатель колхоза имени XV съезда ВКП(б) (ныне — глава правления СПК «Батьківщина», пгт Котельва Полтавской области).
Член Народной партии. Занимался общественной деятельностью: выбирался председателем постоянной комиссии по вопросам аграрной политики и земельных отношений областного совета (1998—2006), выбирался в представительные органы района, области и государства (с 1981 года до своей кончины).

## Награды
- Герой Украины (19.01.2002, за выдающиеся личные заслуги перед Украинским государством в развитии сельского хозяйства, внедрения современных форм хозяйствования).
- Заслуженный работник сельского хозяйства Украинской ССР (1989).
- Награждён орденом «За заслуги» III степени (1999), орденом «За патриотизм» ІІ степени (2003) и знаком отличия Украинской православной церкви «Почётный крест» (2003).
- Фонд международных премий наградил Коросташова орденом Николая Чудотворца за умножения добра на земле (2001).
- Почётный гражданин пгт Котельва (2002).

## Память
- В центре пгт Котельва Герою на Аллее славы установлена мемориальная стела.[4]
- Полтавский государственный аграрный колледж управления и права учредил именную стипендию имени Героя Украины — А. Г. Коросташова.